# واديان (قرية بحرينية)
واديان هي قرية في جزيرة سترة شرق مملكة البحرين. ويقع فرع بنك البحرين الوطني ومركز شرطة سترة في القرية.
يقع في القرية مسجد الشيخ عمير بن عامر الكوفي.

## تسمية
تعود تسمية القرية إلى جزئين وهما الجزء الأول وادي والجزء الثاني هو آن وهي أحد أشهر من سكن هناك.